# 黄四川
黄四川（1945年—），福建人，中华人民共和国政治人物。
1965年，考入北京铁道学院运输经济专业，后供职于铁路系统，曾任兰州铁路局局长，后担任铁道部办公厅主任。1999年6月至2006年5月，任中华全国铁路总工会主席。